# Marcel Roșca
Marcel Roșca (* 18. Oktober 1943 in Bukarest) ist ein ehemaliger rumänischer Sportschütze.

## Erfolge
Marcel Roșca nahm an den Olympischen Spielen 1964 in Tokio und 1968 in Mexiko-Stadt teil. 1964 belegte mit 588 Punkten den sechsten Rang, vier Jahre darauf erzielte er wie Renart Suleimanow und Christian Düring mit 591 Punkten das zweitbeste Resultat. Im anschließenden Stechen gelangen ihm 147 Punkte, während Suleimanow und Düring nur 146 erzielten. Roșca sicherte sich damit hinter Józef Zapędzki die Silbermedaille.
Roșca gewann mit der Schnellfeuerpistole in den Mannschaftswettbewerben bei den Weltmeisterschaften 1966 in Wiesbaden und 1970 in Phoenix die Silbermedaille, sowie 1974 in Thun Bronze.
1968 graduierte er zwar an der Nationaluniversität der Theater- und Filmkunst „Ion Luca Caragiale“, wurde anschließend aber zunächst Verkehrspolizist in Bukarest. Er gewann 1970 einen TV-Wettbewerb und sang anschließend als Bass in der Bukarester Oper. 1984 setzte er sich nach Westdeutschland ab.